# Залєсся (Палехський район)
Залєсся (рос. Залесье) — присілок в Палехському районі Івановської області Російської Федерації.
Населення становить 5 осіб. Входить до складу муніципального утворення Пановське сільське поселення.

## Історія
Від 2005 року входить до складу муніципального утворення Пановське сільське поселення.

## Населення
| 1859 | 1905 | 2010 |
| ---- | ---- | ---- |
| 58   | ↘51  | ↘5   |